# Scorpaena russula
Scorpaena russula behoort tot het geslacht Scorpaena van de familie van schorpioenvissen. Deze soort komt voor in het oosten van de Grote Oceaan met name van Culiacán, Sinaloa, Mexico tot Peru. Zijn lengte bedraagt een 15 cm. De vis is giftig.
De soort werd in 1890 wetenschappelijk beschreven door Jordan & Bollman.